# Voyage du maréchal Joffre à Barcelone en 1920

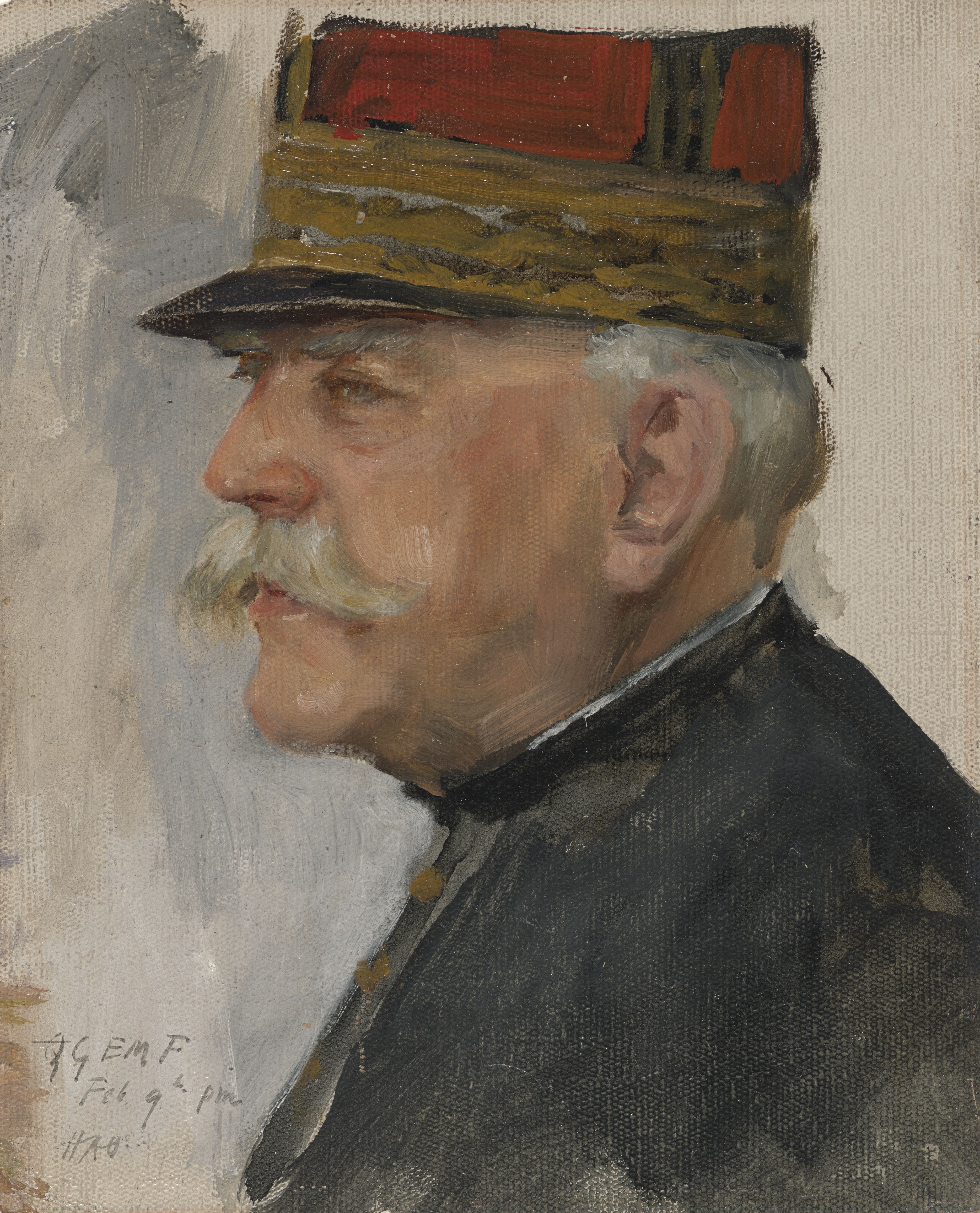
Le maréchal Joffre par Herbert Arnould Olivier en 1915.

Le voyage du maréchal Joffre à Barcelone en 1920 est un voyage diplomatique dans le but de remercier le sacrifice des volontaires catalans pendant la grande guerre et de répondre à l'invitation des jeux floraux. Ce voyage réveillera l'indépendantisme catalan.

## Génèse
Les 11 et 12 octobre 1919, la ville de Perpignan et le Roussillon fêtent la victoire de la Première Guerre mondiale et honorent leur « fils » : le maréchal  Joffre, dont la renommée est mondiale comme l’a montré l’accueil que l’Amérique lui a réservé en 1917 lors de la mission Viviani-Joffre.
La Mancomunitat de Catalogne, ancêtre de l’actuelle Généralitat, cherche à s’affirmer vis-à-vis de l’Espagne et à exister au niveau international. C’est dans ce contexte qu’une forte délégation catalane arrive à Perpignan.
Menée par son président, Josep Puig i Cadafalch, connu comme l’un des grands architectes modernistes de Barcelone, accompagné du poète et dramaturge Angel Guimérà, auteur entre autres des paroles de la « Santa Espina », de Santiago Rusiñol, peintre, écrivain et dramaturge, du Dr Joan Solé i Pla, président du Comité des Volontaires catalans, d’Enric Moréra compositeur de la musique de la « Santa Espina », … 
L'objectif de la mission est de saluer Joffre et de lui rappeler le sacrifice des Catalans du sud morts pour la France. Ils espèrent aussi pouvoir l’inviter à visiter Barcelone qui est en plein essor du modernisme.
Conscients des problèmes diplomatiques que provoquera cette invitation, ils l’invitent seulement à venir présider les Jeux Floraux dans leur cité.

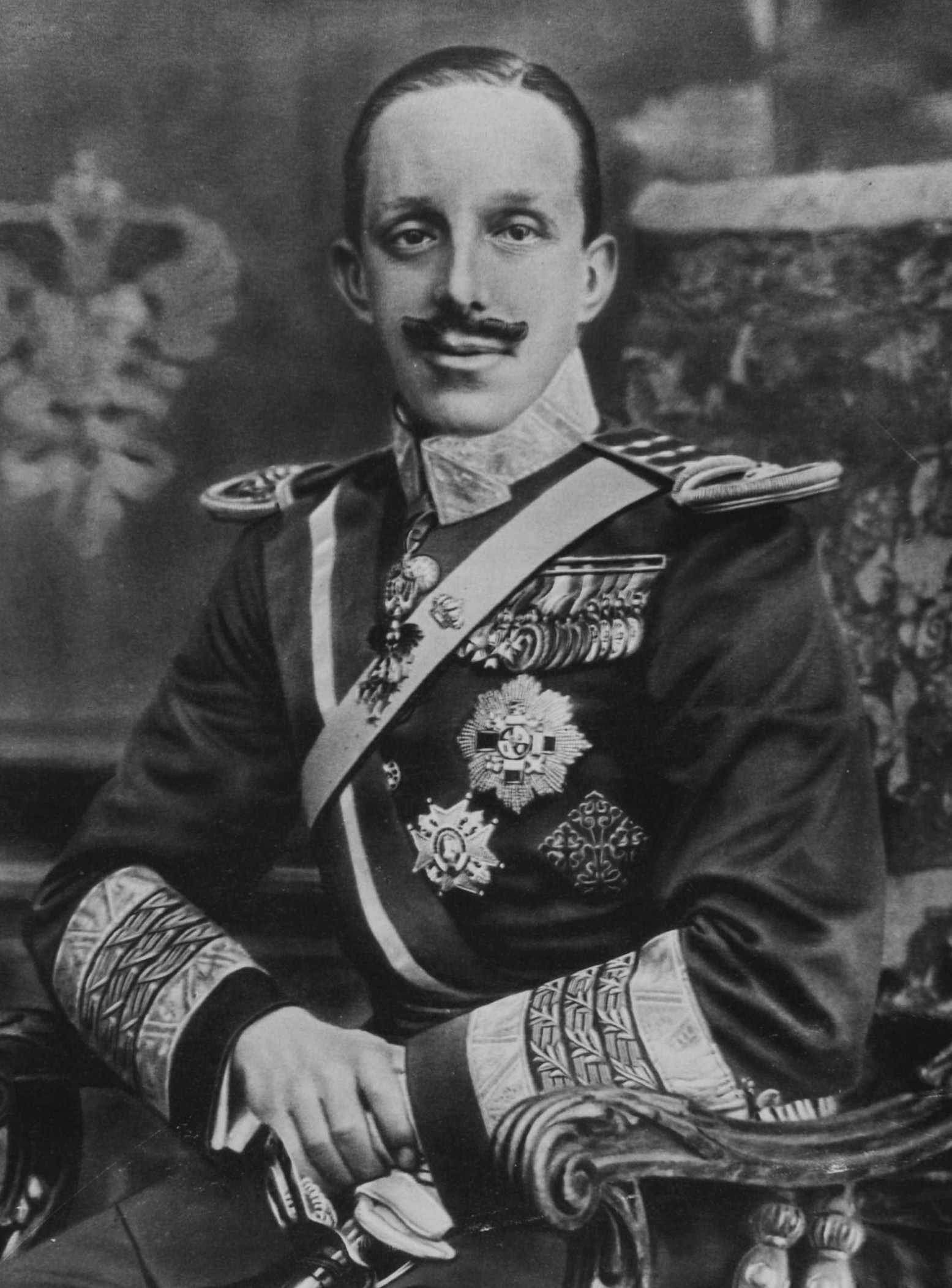
Le roi Alphonse XIII.

À la surprise générale, le maréchal Joffre accepte l’invitation sans discuter et met les autorités françaises devant le fait accompli : grand émoi dans les chancelleries tant espagnole que française. Pour contourner le véto de Madrid, le député Emmanuel Brousse propose un accord : avant d’aller à Barcelone, Joffre passera par Madrid décorer de la médaille militaire le roi Alphonse XIII en remerciement de son action humanitaire en faveur des blessés et des prisonniers lors du conflit.

## Séjour en Espagne

### Samedi 1er mai 1920: arrivée à Barcelone.
Après sa visite au roi à Madrid, le maréchal Joffre arrive à la gare du Passeig de Gracia. L’accueil est enthousiaste et triomphal, la foule est immense.
Joffre prend place dans le « landau municipal » avec le maire et l’ambassadeur de France qui ouvre ainsi le cortège, la maréchale dans la seconde voiture avec le général Echagüe.
La foule est enthousiaste : les étudiants détellent les chevaux des voitures et se mettent à leur place… Des rixes éclatent entre les catalanistes et les nationalistes : la police intervient chargeant aussi fermement les groupes qui entonnent les « Segadors » que ceux partisans de Madrid. Parmi eux, l’architecte Gaudi sera blessé dans les échauffourées.
Le maire, Antoni Martinez Domingo, souhaite la bienvenue au maréchal en catalan (la langue maternelle de Joffre).
Du balcon de l’hôtel de ville, entouré des journalistes, Joffre salue la foule enthousiaste massée sur la place Sant Jaume.

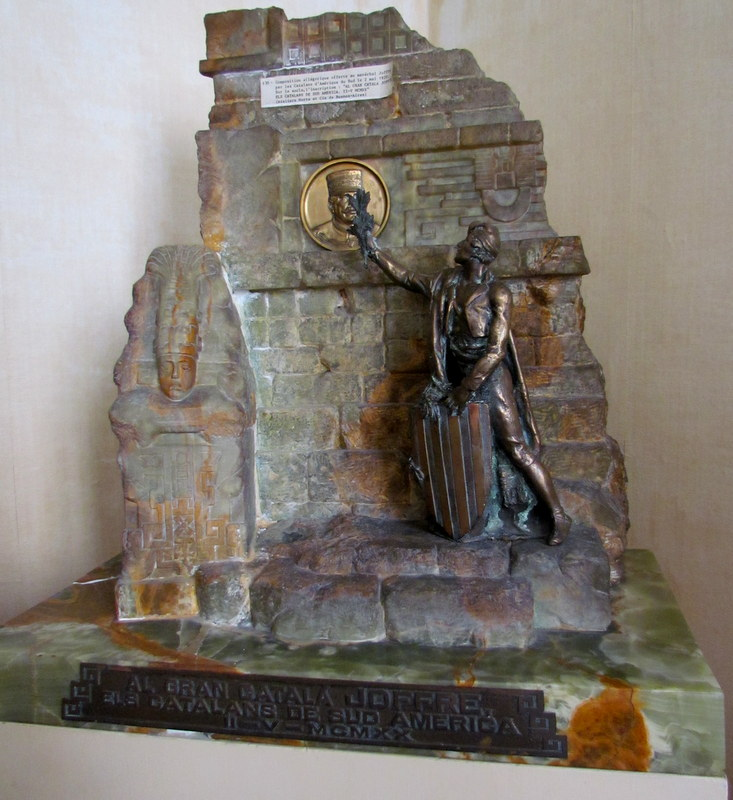
Allégorie offerte par les Catalans d'Amérique du Sud en 1920 Musée Maison natale du Maréchal Joffre.

Le maréchal traverse la place Sant Jaume sous les vivats pour se rendre au palais de la Généralitat où se trouve la Mancomunitat et son président Puig i Cadafalch. Parmi les invités : M. Folguera lui remet l’objet d’art envoyé par les Catalans des républiques sud-américaines : qui toujours conservé et exposé au musée de Rivesaltes.
Pendant des heures, retentissent de nombreuses chansons patriotiques : Marseillaises et « ségadors » Un interminable défilé de plus de 160 associations, groupements, délégations, ligues, entités, corporations… pour présenter hommage au maréchal. Parmi eux, on retrouvera Josep Tarradellas, 21 ans, le futur président de la Généralitat après une longue période d’exil.
Au consulat de France, le maréchal rencontre la colonie française et reçoit l'éloge de l’ambassadeur de France, M. de Saint Aulaire.
Le maréchal se rend au théâtre du Liceu où est donné en son honneur une soirée de gala « où se trouve réunie la plus riche et la plus élégante société de Barcelone ».

### Dimanche 2 mai 1920: présidence des Jeux Floraux.
Dans la salle du palais des Belles Artes, 4000 participants se pressent pour acclamer le maréchal Joffre et sa suite. Autour de Joffre et de son épouse Henriette, les sept mainteneurs, la municipalité et les délégations officielles.
Joan-Maria Guasch, obtient pour la neuvième fois la fleur naturelle pour son poème «Branca d’Amor» et il choisit de la remettre à la maréchale Joffre qui devient alors reine de la fête des jeux Floraux.

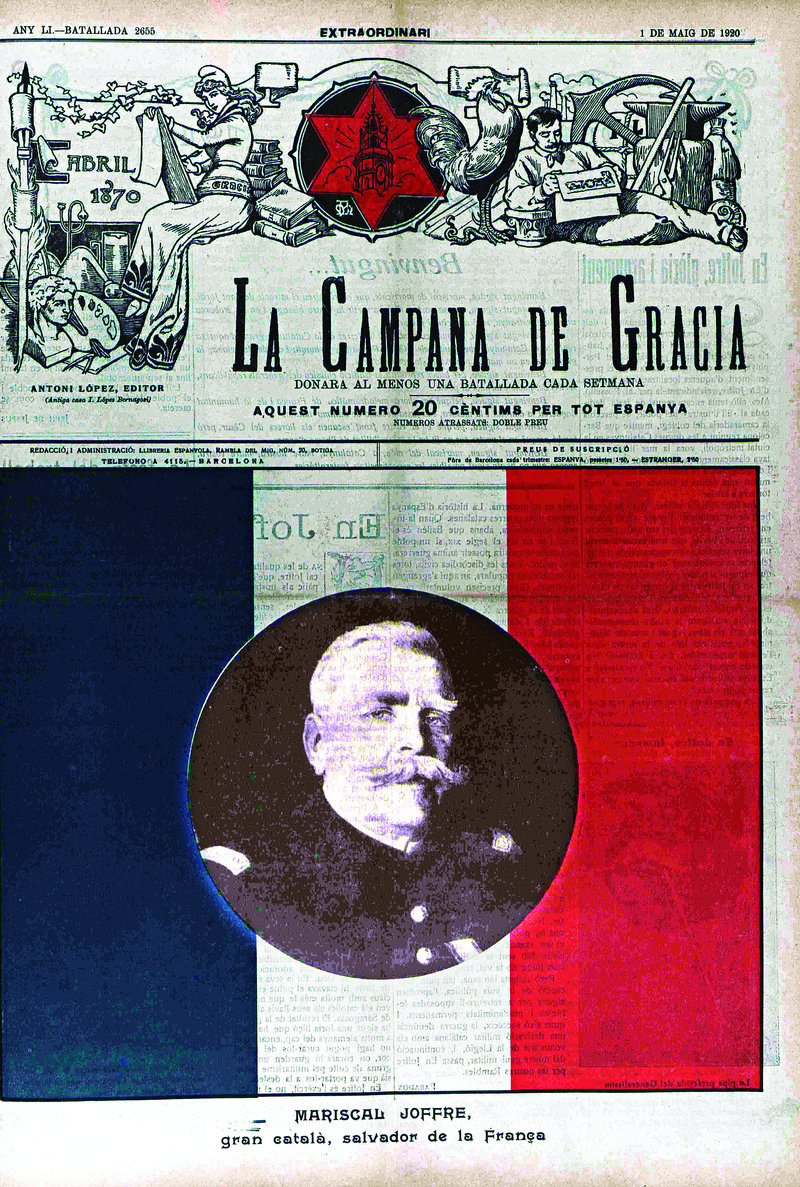
Journal Catalan Joffre

Le fils de son ami de Perpignan Emmanuel Brousse, retenu à la frontière, lira son discours en l'honneur du maréchal. Angel Guimérà poète et dramaturge répond par un discours enflammé qui pousse le représentant du roi d’Espagne et sa suite à quitter la salle.
À la sortie, des désordres se produisent, la police charge, des arrestations ont lieu.

### Lundi 3 mai 1920: dissensions et diplomatie.
Les événements de la veille ont fait des blessés et des arrestations.
Le maire de Barcelone A. Martinez Domingo, le président de la Mancomunitat J.Puig i Cadafalch et le président de la Diputació Provincial de Barcelone J.Vallès i Pujals, expriment, dans un courrier commun en catalan au gouverneur civil, leur indignation et décident de suspendre les festivités et toute relation avec le gouverneur civil : le Comte de Salvatierra.
Les 2 légitimités catalane et madrilène s’affrontent alors sur leurs prérogatives par décisions unilatérales et déclarations à la presse. C'est le début de la volonté indépendantiste catalane.
Pour calmer les esprits et pour des raisons diplomatiques, Joffre renonce à assister aux banquets prévus en son honneur par les deux camps aux mêmes heures.

### Mardi 4 mai 1920: visites en tout genre.
Le maréchal Joffre reçoit le corps consulaire des nations alliées, l’Union monarchique nationale, les colombophiles de l’armée et la ligue patriotique espagnole, la presse et du président de la Diputació.
L’après-midi avec son épouse, il visite les écoles françaises et l’orphelinat français.

### Mercredi 5 mai 1920: Adieux et décorations.
Le maréchal visite les chantiers colossaux du Montjuïc où se prépare la grande exposition des industries électriques. L’après-midi est consacrée à des remises de décorations dans 3 lieux différents pour ménager les susceptibilités de chacun :
À la Capitainerie Générale, il décore le général Artur Cevallos de la cravate de commandeur de la Légion d’honneur, le gouverneur comte de Salvatierra reçoit celle d’officier comme le général Ariaguy, chef de la police et le secrétaire du gouvernement Luengo celle de sous-officier.
À la Généralitat, il remet la croix de chevalier de la Légion d’honneur à Josep Puig i Cadafalch, président de la Mancomunitat, ainsi qu’à Romà Jori, journaliste, Antonio Tayà, entrepreneur maritime, Roca et Apeles Mestres auteur de « No passareu ».
Puis à la mairie de Barcelone, le maire Martinez Domingo et Francesc Matheu, président du consistoire des Jeux Floraux sont honorés de la même décoration.

### Jeudi 6 mai 1920: départ sous les vivats
Précédé d’une section de la garde municipale en grande tenue, le maire en landau et tout son conseil municipal se rendent à la Capitainerie Générale afin de prendre congé de Joffre.
Le maire demande d’abord en castillan au général Cevallos s’il peut remercier le maréchal Joffre pour sa visite, celui-ci accepte dans la même langue, le maire remercie le général de son acceptation en castillan puis s’adresse à Joffre en catalan et s’excuse des désagréments et contretemps qu’il a pu subir ! Celui-ci répond naturellement en catalan du Roussillon qui sera qualifié de provençal par la presse !
Entouré de toutes autorités, Joffre gagne avec son épouse la gare de France pour prendre le train pour Gérone.
À sa demande expresse, alors que les autorités avaient supprimé tout arrêt à Gérone, il obtient que le train s’y arrête une demi-heure afin de pouvoir remercier et saluer ses habitants qui s’étaient mobilisés pour sa venue.
Il arrive à Perpignan à 15h30 et descend au Grand-Hôtel où il reçoit la visite des autorités françaises. Ensuite, il regagne Paris.

### Chronologie
11-12 octobre 1919 : A Perpignan J. Puig i Cadafalch, président de la Mancomunitat invite Joffre à venir présider les Jeux Floraux de Barcelone.
27 Avril 1920 Joffre rentre en Espagne par San Sébastian.
28 avril 1920 Joffre décore à Madrid Alphonse XIII de la médaille militaire.
1 mai 1920 Joffre arrive à Barcelone Gare Passeig de Gracia.
Réception à la mairie et au palais de la Généralitat.
2 mai 1920 Joffre préside les Jeux Floraux. Son épouse est élue reine de la fête.
3 mai 1920 heurts entre le gouverneur civil, la Mancomunitat et la mairie.
4 mai 1920 visite des travaux à Montjuic, banquet avec les mutilés.
5 mai 1920 remises de décorations à la mairie et à la Capitainerie Générale.
6 mai 1920 départ pour Paris à la gare de France. Arrêt à Gérone.

## Revue de presse
In BULLETIN PERIODIQUE DE LA PRESSE ESPAGNOLE No 65
Le voyage du maréchal Joffre en Espagne a été l’occasion de chaleureuses manifestations de sympathie et d’amitié du peuple espagnole pour la France.
À Barcelone, foyer du catalanisme, des manifestations régionalistes et séparatistes ont eu lieu. Des incidents regrettables se sont produits.
Le voyage du maréchal Joffre devait primitivement se borner à Barcelone. Le maréchal avait été invité, il y a quelques mois, à y présider les Jeux floraux. Les organisateurs avaient voulu offrir au catalan illustre, l’hommage de toute la Catalogne.

Mais le gouvernement, désirant donner un caractère officiel à ce voyage, et peut-être aussi craignant de donner une signification régionale à la manifestation, invita le maréchal Joffre à venir à Madrid avant de se rendre à Barcelone. Arrivé en pleine crise ministérielle, le maréchal a été l’objet de manifestations de chaleureuse sympathie que constatent tous les journaux, y compris la presse germanophile :
« A Madrid, l’unique note de la réception de Joffre a été l’amour et la sympathie pour la France. » (A.B.C.9.5).
« Le maréchal Joffre se trouve parmi nous et de tout cœur nous lui donnons la bienvenue. L’illustre capitaine n’a que des amis en Espagne, qui l’ont vu serein dans les heures d’angoisse et noble dans celles du triomphe… Sa modestie, sa simplicité voir même sa froideur pour les pompes officielles, le rendent encore plus sympathique aux espagnols, qui ne voient pas en lui le froid revanchard, mais le noble paladin de l’indépendance. L’épée de Joffre n’est pas l’instrument de l’impérialisme ; elle est l’arme sacrée du patriote » (Imparcial. 28.4)
Le Païs, républicain écrit 27.4 :
« Tout le Madrid libéral doit attendre le maréchal à son arrivée. Le Païs, qui sincèrement a toujours exalté les idéals des peuples alliés, avec lesquels la justice universelle a triomphé, demande à ses lecteurs, à l’opinion démocratique et républicaine, à tous ceux qui ont compris que la paix et la liberté du monde était sauvée quand le génie de Joffre obtient la première grande victoire de la Marne, d’aller à la gare du Nord pour rendre à l’illustre Français un chaleureux tribut d’admiration, de respect fervent.

« Ce n’est pas un hommage au militarisme, mais à l’homme qui a vaincu le militarisme. Ce n’est pas une apothéose, mais une affirmation d’amour pour toutes ces libertés ».
España, revue hebdomadaire d’extrême gauche, à la date di 1.5, formule certaines réserves à l’égard de la France, qui a combattu la Russie révolutionnaire :
« A la France qui a lutté contre l’Allemagne vont toutes nos sympathies ; vis-à-vis de la France qui a combattu avec toutes les armées, sauf celle de la guerre contre la Russie, nous restons pour le moins sur la réserve. Cette alliance de germanophiles et de francophiles autour de la France et de Joffre, dans une commune hostilité capitaliste contre la communisme russe, nous interdit de prendre part aux manifestations en l’honneur du maréchal Joffre. »
Le maréchal Joffre est reçu solennellement au palais royal, où il remet au roi, au nom du gouvernement français, la médaille militaire. A l’Athénée de Madrid, où des discours sont prononcés par le président M. Menendez Pidal, et par M. Altamira, vice-président du comité franco-espagnol.
Après différentes fêtes et cérémonies comme la visite du Licéo français et de l’école des filles, la réception de la commission espagnole de l’hommage à Strasbourg et du Comité de rapprochement franco-espagnol, etc., le maréchal Joffre part pour Barcelone. Il est l’objet dans cette capitale d’une réception particulièrement enthousiaste. Le 2 mai, le maréchal préside les jeux floraux et Mme Joffre est proclamée reine de la fête.
Malheureusement des incidents regrettables se produisent. Des catalanistes forçant les barrages de police, envahissent le pavillon des Beaux-Arts, en chantant l’hymne catalan « els Ségadors » et en poussant des cris de « Vive la Catalogne libre ! A bas l’Espagne ! ». Des bagarres ont lieu, des manifestants sont foulés aux pieds de chevaux ; des arrestations sont opérées. La Mancommunauté, la Députation provinciale et la Municipalité déclarent rompre leurs relations avec le gouverneur civil qu’elles rendent responsable des excès commis.
Ces désordres et quelques autres de même nature qui se produisent pendant le séjour du maréchal Joffre à Barcelone, sont sévèrement jugés par la presse de Madrid en général :
« C’est indubitablement une honte et c’est commettre un acte misérable et indigne que de distribuer et d’arborer des emblèmes séparatistes sur un point du territoire espagnol, ainsi que de crier publiquement : « Mort à l’Espagne ! », « Vive la Catalogne Libre !», « vive la Catalogne française ! », « Vive Tanger français ! » au moment de recevoir des personnalités étrangères, dont le respectable et très digne ambassadeur de la République voisine ».

(Correspondencia Militar, 11.5).
« S’il y a lieu de censurer le gouvernement pour n’avoir pas empêché ce voyage, il faut reconnaitre qu’au milieu de son irrésolution, il a pourtant pris l’heureuse décision d’appeler Joffre à Madrid et de donner un caractère officiel au voyage du glorieux soldat. Sans cette mesure de prudence Joffre serait tombé entre les mains de la Mancommunauté et des séparatistes et ce qui se serait passé à Barcelone aurait été sans précédent. »(Imparcial.5.5)
Le Sol, 5.5, rejette la responsabilité des incidents qui ont eu lieu sur la maladresse du gouverneur. Il ne faut pas exagérer la portée de ces manifestations écrit le Mundo.7.5 :
« Nous l’avons dit cent fois : le catalanisme séparatiste forme à Barcelone – presque exclusivement à Barcelone – une minorité insignifiante, mais turbulente, qui vit grâce à la faveur officielle ».
REMERCIEMENTS / AGRAÍMENTS